# 천팅니
천팅니(중국어 정체자: 陳庭妮, 간체자: 陈庭妮, 병음: Chén Tíngnī, 한자음: 진정니, 영어: Annie Chen 애니 첸[*], 1989년 4월 28일 ~ )는 중화민국의 배우, 모델이다.
타이중시에서 태어났다.

## 방송
- 아불시구물광
- 종채여신
- 곤석애정고사
- 섭소천
- 초마녀창두혼

## 영화
- 모어 댄 블루 (2018년)
- 피젼 탱고 (2017년)
- 곤석애정고사 (2016년)
- 섭소천 (2016년)
- 화이트 라이즈, 블랙 라이즈 (2015년)
- 초마녀창두혼 (2014년)
- 진애흑백배 (2013년)
- 진애진현재 (2012년)